# Chu Yung-kwang
Chu Yung-kwang (kor. 주영광, ur. 15 lipca 1931 w Pjongjangu  – zm. 28 września 1982 w Seulu) – południowokoreański piłkarz występujący podczas kariery na pozycji pomocnika.

## Kariera klubowa
Choo podczas kariery piłkarskiej występował w Seoul Army Club.

## Kariera reprezentacyjna
W reprezentacji Korei Południowej Choo występował w latach 50. 
W 1954 został powołany do kadry na mistrzostwa świata. Na mundialu w Szwajcarii wystąpił w przegranym 0-9 meczu z Węgrami.